# Шкіря Ігор Миколайович
Шкіря Ігор Миколайович (20 серпня 1965) — народний депутат України IV—VII скликань, член фракції Партії регіонів (з 2002), член Комітету з питань транспорту і зв'язку (з 2002 — Комітет з питань будівництва, транспорту, ЖКГ і зв'язку, з 2006 — Комітет з питань транспорту і зв'язку); член Політради Партії регіонів; Заступник голови Центральної контрольної комісії Партії регіонів. Колаборант із РФ (з 2014 року)

## Біографія
Ігор Шкіря народився 20 серпня 1965 у смт. Новгородське у сім'ї машинобудівника та наукової співробітниці Новгородської наукової противоерозійної станції.
З 1980 по 1984 роки Ігор Шкіря здобував повну середню освіту у Дзержинському гірничому технікумі, куди пішов після завершення восьми класів у школі. У той же самий період він здобував свою трудову практику на шахті імені Артема у Торецьку кріпильником.
Згодом Ігор Шкіря проходив військову службу у Німецькій Демократичній Республіці, де перебував протягом двох років. В інтерв'ю газеті «Дзержинський шахтар» за 2002 рік майбутній політик розповідав, що служба у лавах радянської армії навчила його порядку, навчила розбиратися у людях та дорожити дружбою.
Після цього Ігор Шкіря навчався у Донецькому політехнічному інституті на гірничого інженера-електромеханіка, який закінчив у 1989 році. А вже наступного 1990 року хлопець разом зі своїми однокурсниками створює виробниче об'єднання «Іліташ» (на сьогодні Шкіря володіє 99,52% підприємства). Він був президентом своєї власної холдингової компанії до 2002 року.
Згідно своєї офіційної біографії, Ігор Шкіря заробив свій перший капітал продажем калькуляторів «Citizen», привозячи їх з Москви до Донецька.
Це не завадило йому у 1995 році здобути освіту юриста-правника у Донецькому державному університеті.
У 1997 році обирається депутатом Донецької міської ради, де працює в Раді з питань вільних економічних зон і спеціального режиму інвестиційної діяльності в Донецької області.
У 1998 році Ігор Шкіря вперше балотується до Верховної Ради України як кандидат від об'єднаного блоку Партії праці та «Ліберальної партії — "РАЗОМ"».
Будучи вже нардепом, у 2003 році Ігор Шкіря придбав свій перший великий об'єкт — завод залізобетонних конструкцій у селищі Миронівський. Тоді ж при підприємстві виникла нова фірма ЗАТ «Бетон Нова», у власність якого перейшли всі основні виробничі потужності.
За такою ж схемою Ігор Шкіря купує у 2006 році і завод залізобетонних конструкцій у Донецьку.
У 2005 році Ігор Шкіря вийшов на російський ринок, де відкрив філіали свого підприємства «Бетон Нова» в Росії.
У 2004 році Ігор Шкіря активно почав займатися медіабізнесом, створивши рейтингове агентство «УРА-Інформ» та телеканал «Перший Діловий». Ось як політик сам пояснював своє рішення стати медіамагнатом в одному із своїх інтерв'ю:
|  | Подобається, саме медіабізнес приносить мені моральне задоволення. Я не приховую, що є засновником «Першого Ділового телеканалу», а також Українського рейтингового агентства «УРА-Інформ», сайт якого входить до десятки читаючих. Я вирішив займатися цією сферою ще в 2004 році. Тоді я зрозумів, що Партія регіонів і кандидат Віктор Янукович, маючи гарний продукт, який має сподобатися виборцю, абсолютно не мали медіапідтримки. Бо (якщо подивитися правді у вічі) президент Віктор Ющенко переміг завдяки підтримці ЗМІ. Американці зробили для перемоги нинішнього керівника держави менше, ніж українські журналісти. Тому першим був створений сайт «УРА-Інформ», а згодом зважено було прийняте рішення про запуск проєкту «Перший Діловий канал». |

Окрім цього, Ігор Шкіря володіє такими медійними активами як телеканал «Центр» (Горлівка), радіостанція «Говорить Селідове», сайт «Торецьк.Online» та газети «Дзержинський уїзд» і «Дзержинський шахтар»
Протягом 2010-2014 років Ігор Шкіря використовував свої медійні ресурси у інформаційних атаках проти міського голови Горлівки Євгена Клепа.
Сам же Євген Клеп публічно звинувачує Ігоря Шкірю у захопленні росіянами будівлі міської ради у Горлівці 15 квітня 2014 року, а помічників народного депутата України Руслана Шуліку, Костянтина Шуліку та Валерія Отченка у примусі його написання заяви про відставку із займаної посади. Дані соратники Ігоря Шкірі і до 2014 року регулярно зривали сесії Горлівської міської ради. Сам же Шкіря активно спростовує дані заяви Євгена Клепа наступною реплікою:
|  | Клепу час звертатися до психіатра. У Горлівці у мене всього два помічника — Володимир Друковський та Анатолій Ігнатенко. |

Щоправда, один із помічників Ігоря Шкірі у Горлівці Володимир Друковський згодом влаштувався в окупаційній адміністрації міста «начальником управління ЖКГ». А інший помічник нардепа, Валерій Отченко, під час подій 2014 року "віджав" у лояльного до Ігоря Шкірі  активіста Володимира Весьолкіна хлібопекарню у Горлівці та став наближеним до бойовика так званої «ДНР» Ігоря Безлера.
Сам же Ігор Шкіря регулярно приймає у ялтинському парку «Марат», який він у 2014 році перереєстрував за російським законодавством, російських військових, які перебувають на окупованих ними районах Донеччині та Луганщині. Там же він і відпочиває. Самі ж юридичні особи ялтинського санаторію «Марат» були зареєстровані нардепом у Донецьку (компанія «Парк Готель») та Торецьку.

## Активи[11]
На сьогодні до складу ВО "Іліташ", серед інших, входять:
- «Бетон-Нова»;
- Завод залізобетонних виробів «Централ Строй» (Донецьк);
- «Укрбудтранс»;
- «УкрБус»;
- Туристична агенція «Іліташ-тур»;
- Телеканал «Перший Діловий»;
- Рейтингове агентство «УРА-Інформ»;
- Радіостанція «Говорить Селідове»;
- Газета «Дзержинський уїзд» (Торецьк);
- Газета «Дзержинський шахтар» (Торецьк);
- Сайт «Дзержинськ — місто шахтарів» (нині — Торецьк.Online);
- Телеканал «Центр» (Горлівка);
- Парк-готель «Марат» (Ялта);
- Центр відпочинку «Клуб Сирена» (Мелекіне);
- Повітряно-український альянс (промислове і цивільне будівництво);
- ДонІнформЦентр (здача в оренду складських та офісних приміщень у Донецьку та по всій Донеччині).

## Парламентська діяльність
Народний депутат України Верховної Ради IV скликання з квітня 2002 по квітень 2006, Селідівський виборчий округ № 57, Донецької області. Як член Партії регіонів висунутий Виборчим блоком політичних партій «За єдину Україну!». Отримав підтримку 45,78 % виборців, поборов 16 суперників. На час виборів: голова ради директорів, президент ВО «Іліташ» (Донецьк), член Партії регіонів. У парламенті: член фракції «Єдина Україна» (травень — червень 2002), член фракції «Регіони України» (червень 2002 — вересень 2005), член фракції Партії регіонів (з вересня 2005), член Комітету з питань будівництва, транспорту, житлово-комунального господарства і зв'язку (з червня 2002).
Під час президентських виборів 2004 року був довіреним представником кандидата у Президенти України Віктора Януковича.
Народний депутат України ВР V скликання з кінця травня 2006 року. Обраний від Партії регіонів, № 38 в списку. На час виборів: народний депутат України, член Партії регіонів. Заступник голови Комітету з питань транспорту і зв'язку (з липня 2006), член фракції Партії регіонів (з травня 2006).
Народний депутат України ВР VI скликання з листопада 2007 від Партії регіонів, № 157 в списку. На час виборів: народний депутат України, член Партії регіонів.
З квітня 2012 року був радником Прем'єр-міністра України Миколи Азарова з питань транспорту.
10 серпня 2012 року у другому читанні проголосував за Закон України «Про засади державної мовної політики», який суперечить Конституції України, не має фінансово-економічного обґрунтування і спрямований на знищення української мови. Закон було прийнято із порушеннями регламенту.
Напередодні парламентських виборів 2012 року, під час XIV з'їзду Партії регіонів, Ігор Шкіря після обрання його кандидатом у нардепи від 52 округу (Торецьк, Нью-Йорк, Горлівка, Світлодарськ, Миронівський та Дебальцеве) заявив:
|  | Я вже протягом 10 років є народним депутатом, пройшовши велику кількість виборчих кампаній. Округ, який мені довірила Партія регіонів, непростий у соціально-економічному плані, але у мене немає ніяких сумнів у майбутній перемозі. |

За результатами перегонів, Ігор Шкіря здобув 60,74% голосів виборців на довіреному йому регіоналами окрузі.
У своєму зверненні до свого електорату після оголошення підсумків виборів політик наголосив, що не подякує окремим технічним кандидатам, які працювали на кандидата від «команди Сергія Шахова» Володимира Піддубного, який зайняв друге місце з результатом 13,47%. Як заявляв керівник Донецького обласного штабу Партії регіонів Олександр Касянюк:
|  | Були спроби представниками так званої «команди Шахова» організувати "струмочки” в округах № 51 и №52. З Луганщини привозили 300 чоловік на автобусах, але ми не дозволили провести ці технології по фальсифікації виборів. |

.
Під час засідання Верховної Ради України 16 січня 2014 року голосував за так звані «диктаторські закони».
19 лютого 2014 року під час своєї публічної зустрічі із міським головою Торецька Володимиром Сліпцовим засудив учасників Революції Гідності.
|  | Давайте глянемо: сьогодні з "молодчиками", які фактично руйнують Київ і столиці інших областей країни, не може справитися ні «Беркут», ні інші силовики. Звичайно ж, можна зараз оголосити мобілізацію по східній Україні, в Криму, зберемо таких же агресивних молодих людей. Але, погодьтеся, шахтарі, металурги, хіміки на такі акції не поїдуть, вони працюють, а поїде молодь, якій себе діти нікуди. Але я вас запевняю, після якогось періоду взаємних поштовхів, ці вже організовані люди у касках, шоломах, з кастетами, дубінками або того жорсткіше - з вогнепальною зброєю, приїдуть у наші міста, на наші підприємства та дуже швидко переорганізуються у бригади за принципом 1990-х років. Це нам потрібно? Ні. Саме тому політикам варто відповідально ставитися до всіх своїх закликів, які вони озвучують, спілкуючись з людьми. Варто розуміти, до чого це може призвести - чиїсь політичні іграшки або загравання з народом можуть швидко перерости у безлад та анархію. Це моя особиста думка. |

Народний депутат України ВР VIII скликання від партії «Відродження», округ 52 (Дебальцеве, Горлівка, Торецьк). На час виборів: народний депутат України.
Як розповідав місцевий активіст Андрій Грудкін, що Ігоря Шкірю було обрано нардепом на виборах завдяки адмінресурсу, який політик залучив для волевиявлення.
|  | За Шкірю на минулих виборах ніби проголосувало 4,7 тисячі людей (41%), а за кандидата, який зайняв друге місце — 2, 2 тисячі. Я не знаю людей, які голосували за Шкірю, але знаю, як досягався результат. Адмінресурс Сліпцова — це не пусті балачки, я особисто бачив, як впихуються пачки бюлетенів в урни. До того ж Шкіря приїздив до тодішнього генерального директора ДП «Дзержинськвугілля» Житльонка та нинішнього керівника профспілок Щербаня, які разом з працівниками освіти організовували результат. Відточили все до ідеалу. У них був паралельний штаб підрахунку, який контролював ситуацію з вкидами. Навіть слідкували, щоб не було «палєва». Вкидували по 30 бюлетенів на годину, в години пік працювали обережніше, крім того працювали «мобільні групи». Коли мобільна група приїздила до дільниці, смотрящі відволікали реальних спостерігачів (там де вони були) і рєбята працювали. Бюлетені виписувалися на осіб, про яких було точно відомо, що вони не прийдуть (була відповідальна особа, яка звіряла дані списків виборців з фактажем). Частина цієї роботи проходила під час рознесення запрошень. Так що не треба заявляти, що за Шкірю в Торецьку голосують. Може й голосують якісь одиниці заляканих людей (які вірять, що хтось дізнається, за кого вони тикали галочку в кабінці) і родичи з селища Новгородське. Довірена особа Ігор Рибак забезпечував голосування своїх рабів, які працюють у нього в магазинах і працівників свого Хлібокомбінату. Отак просто і досягається результат в Торецьку. |

## Суспільна діяльність
В період з 1997 по 2000 рік Ігор Шкиря — віце-президент баскетбольного клубу «Шахтар». 
Тоді ж, у 1997 році, Ігор Шкіря виступив одним із засновників телевізійної програми «Зірки та зіроньки», яка виходила в етері Донецького обласного телебачення до 2014 року. Вона підтримувала молодих талантів у віці від 4 до 17 років. Для деяких із них це стало трампліном для продовження своєї співочої або танцювальної кар'єри.
У 2000 році Ігор Шкіря був створений благодійний фонд «Донбас-2000», який, перш за все, створений для допомоги дітям, позбавленим батьківської опіки, а також юним талантам. У 2011 році він перейменував свій фонд в честь самого себе.
У 2009 році народний депутат був обраний на посаду першого віце-президента Всеукраїнської асоціації автоперевізників (ВААП). З липня 2010 року Ігор Шкиря є почесним головою Ради з питань туризму і курортів України. У жовтні 2010 року його обирають також президентом Всеукраїнської асоціації «УкрБетон».
З 2011 року керує Всеукраїнською асоціацією автомобільних перевізників.

## Сім'я
Дружина — Шкіря Інна Миколаївна. 
Син — Шкіря Дмитро Іванович, депутат Торецької міської ради від Партії регіонів (2010-2014)

## Нагороди
- Орден «За заслуги» III ст. (10.2004).
- Орден «За заслуги» II ст. (08.2011)[20].